# 佐久間洞巖
佐久間 洞巖（さくま どうがん、承応2年6月7日〈1653年7月1日〉 - 享保21年2月11日〈1736年3月22日〉）は江戸時代前期から中期の儒者・画家・書家。名は義和。字は子巌。洞巖と号する。別号に容軒・太白山人。幼名は梅之助。通称は彦四郎。

## 生涯
新田氏の支族にして、本姓は新井という。父は親重といい、先祖代々、仙台藩・伊達氏に仕えた。幼い頃から兄に学び聡明で、京都に出張中の父に宛てた手紙は誰の手も煩わさず大人が書いたかのようであった。14歳頃から書を佐々木志頭磨に、画を狩野洞雲に学び、17歳の時に仙台藩の畫所(画師)であった佐久間友徳に乞われて養嗣子となる。36歳の時に自分が画に描いた二喬（大喬・小喬）のことを問われて答えられなかったのを恥じ、今まで無関心だった学問を志し、遊佐木斎に儒学・歴史を学ぶ。
享保年間に仙台藩の国史編修を命ぜられ、『先世年譜実録』などの編纂に関わる。元禄年間に発見された多賀城碑を写し取り墨本を公刊し、城碑の保存を藩主伊達吉村に要請した。68歳で隠退し、余生を書画で楽しみ、特に持明院流の書を京都の澤井穿石に学び、当時は洞巖の書法にならうものが多かったという。享年84で没する。仙台城北の荘厳寺に葬られた。
交友関係では新井白石がもっとも厚かったが、面識はなく数十年も書簡のみでの付き合いだった。『先哲叢談後編』巻4に「源洞巖」として伝記がある。

## 著作
- 『奥羽観跡聞老志』
- 『五十四郡考』
- 『塩竈松島図記』
- 『名取郡志』
- 『復讐紀事』
- 『容軒書画譜』

## 関連文献
- 荒川久寿男『新井白石の学問思想の研究 : 特に晩年を中心として』皇學館大学出版、1987年3月。国立国会図書館書誌ID:000001894818、ISBN 978-4-87644-064-1。